# Renenutete
Renenutete, Renenete ou Ernutete era uma deusa que protegia os seres humanos das picadas de cobras e outros animais peçonhentos. Era a deusa das cobras, das crianças e da fertilidade. Seu culto estava centrado na cidade de Terenútis. É a mãe de Nebcau, filho que teve com Sebe. Representada como uma cobra, uma mulher com cabeça de cobra ou uma cobra com cabeça de mulher. Companheira da deusa Mesquenete.